# Slavkovský potok (Poprad)
Der Slavkovský potok (deutsch Annabach oder Annawasser, ungarisch Annapatak oder Anna-víz, polnisch Sławkowski Potok) ist ein Bach in der Nordslowakei und linksseitiger Zufluss des Poprad in der Landschaft Zips (slowakisch Spiš).
Die Quelle liegt im Tal Slavkovská dolina, dort verläuft der Bach aber entweder unterirdisch oder liegt trocken, erst unterhalb des Wanderwegs Tatranská magistrála ist ein ständiges Fließgewässer zu beobachten. Von dort fließt der Bach in grob südlicher bis südöstlicher Richtung, passiert Tatranské Zruby und verlässt die Hohe Tatra auf dem Niveau der Straße Cesta Slobody. Danach erreicht der Bach das Vorgebirge und schließlich den Talkessel Popradská kotlina (Teil der größeren Einheit Podtatranská kotlina). Dort fließt der Bach zuerst gegen Osten, durch Veľký Slavkov gegen Südosten und im letzten Teil wieder gegen Osten, bevor er in Poprad-Matejovce den Poprad als dessen linksseitiger Zufluss erreicht.
Der Bachname ist vom Namen des Orts Veľký Slavkov abgeleitet worden, im Deutschen und Ungarischen heißt der Bach seit dem 19. Jahrhundert hingegen Annabach beziehungsweise Annapatak mit unbekannter Herkunft.